# Brigitte Catillon

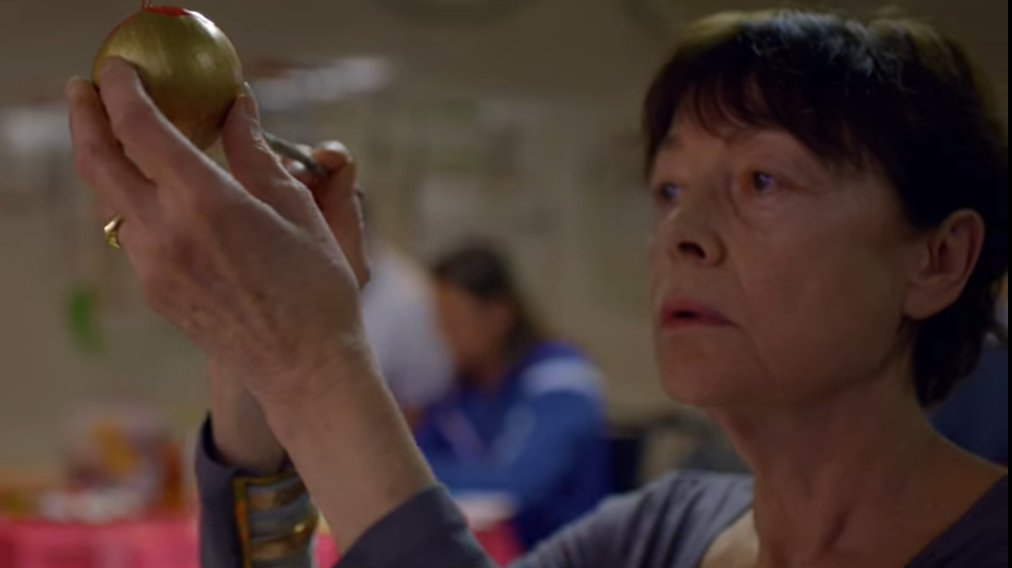
Brigitte Catillon, 2017

Brigitte Catillon (* 20. Juli 1951) ist eine französische Theater- und Filmschauspielerin.

## Leben
Brigitte Catillon steht seit ihrer Kindheit auf der Theaterbühne. Eine ihrer ersten Rollen hatte sie im Alter von fünf Jahren in Les Enfants gâtés von Félicité de Genlis in einer Bearbeitung und Inszenierung von Caroline Huppert.
1983 spielte sie im Théâtre Édouard-VII. in Fräulein Julie von August Strindberg und in einer Inszenierung von Andreas Voutsinas die Rolle der Christine an der Seite von Fanny Ardant und Niels Arestrup.
1989 inszenierte Roger Planchon die Tragödie Andromaque von Jean Racine, in der sie die Cleone spielte. 1998 hatte sie am Théâtre National de Chaillot die Rolle der Gräfin Geschwitz in Lulu unter der Regie von Hans Peter Cloos.
1999 inszenierte André Wilms das Stück Pulsion von Franz Xaver Kroetz mit Brigitte Catillon als Mitzi.
In Christophe Honorés Stück Nouveau Roman, das 2012 in Avignon unter der Leitung des Autors aufgeführt wurde, spielte sie den Schriftsteller Michel Butor, einen der Exponenten des Nouveau Roman.
2018 übernahm sie die Hauptrolle in Les eaux et les forêts, einem Stück von Marguerite Duras, inszeniert von Michel Didym, das nach der Premiere am Théâtre contemporain in Paris in Frankreich auf Tournee ging.
2019 spielte sie, zum zweiten Mal nach 1989/90, die Rolle der Arsinoe in Molières Menschenfeind. Die Rolle des Alceste, die 1989 am Théâtre de la Renaissance von Niels Arestrup verkörpert worden, übernahm am Pariser Comedia Théâtre libre 2019 Lambert Wilson, Regie Peter Stein.
Außerdem hat sie regelmäßig in weiteren Inszenierungen von Theaterklassikern und Stücken zeitgenössischer Autoren in Frankreich auf der Bühne gestanden, zuletzt 2022 zusammen mit Gaspard Proust in der Komödie Demain la revanche von Sébastien Thiéry, Regie Ladislas Chollat, im Théâtre Antoine.
Ihre Filmkarriere startete Brigitte Catillon ebenfalls im Alter von fünf Jahren. Nach dem Film Haro (1976) von Gilles Béhat spielte sie bis in die späten 1980er Jahre Kinderrollen, so in Verwöhnte Kinder von Bertrand Tavernier (1977) oder in Ariane Mnouchkines  Molière (1978).
Catillon hat an mehr als 70 Produktionen für das französische Kino und Fernsehen mitgewirkt.

## Filmografie (Auswahl)
- 1976: Haro
- 1977: Verwöhnte Kinder (Des enfants gâtés)
- 1978: Molière
- 1987: Die Vorleserin (La Lectrice)
- 1992: Ein Herz im Winter (Un cœur en hiver)
- 1997: Artemisia
- 2000: Chabrols süßes Gift (Merci pour le chocolat)
- 2000: Lust auf Anderes (Le Goût des autres)
- 2001: Schnee von gestern (De l’histoire ancienne)
- 2002: Laura wirbelt Staub auf (Une femme de ménage)
- 2004: Zwei ungleiche Schwestern (Les sœurs fâchées)
- 2009: Don’t Look Back – Schatten der Vergangenheit (Ne te retourne pas)
- 2010: Barfuß auf Nacktschnecken (Pieds nus sur les limaces)
- 2010: Kalte Rache (La Vénitienne)
- 2014: Die Sprache des Herzens (Marie Heurtin)
- 2022: Die schwarzen Schmetterlinge (Miniserie, Les papillons noirs)
- 2022: Demain la revanche

## Auszeichnungen
- 1993: César, Nominierung als beste Darstellerin in einer Nebenrolle in Ein Herz im Winter[6]
- 2007: Molière Award für eine Nebenrolle in dem Stück Eva von Nicolas Bedos
- 2011: Molière Award für Nono von Sacha Guitry, Regie Michel Fau.
- 2013: Chevalière de l'ordre des Arts et des Lettres[7]